# Coda Sedan

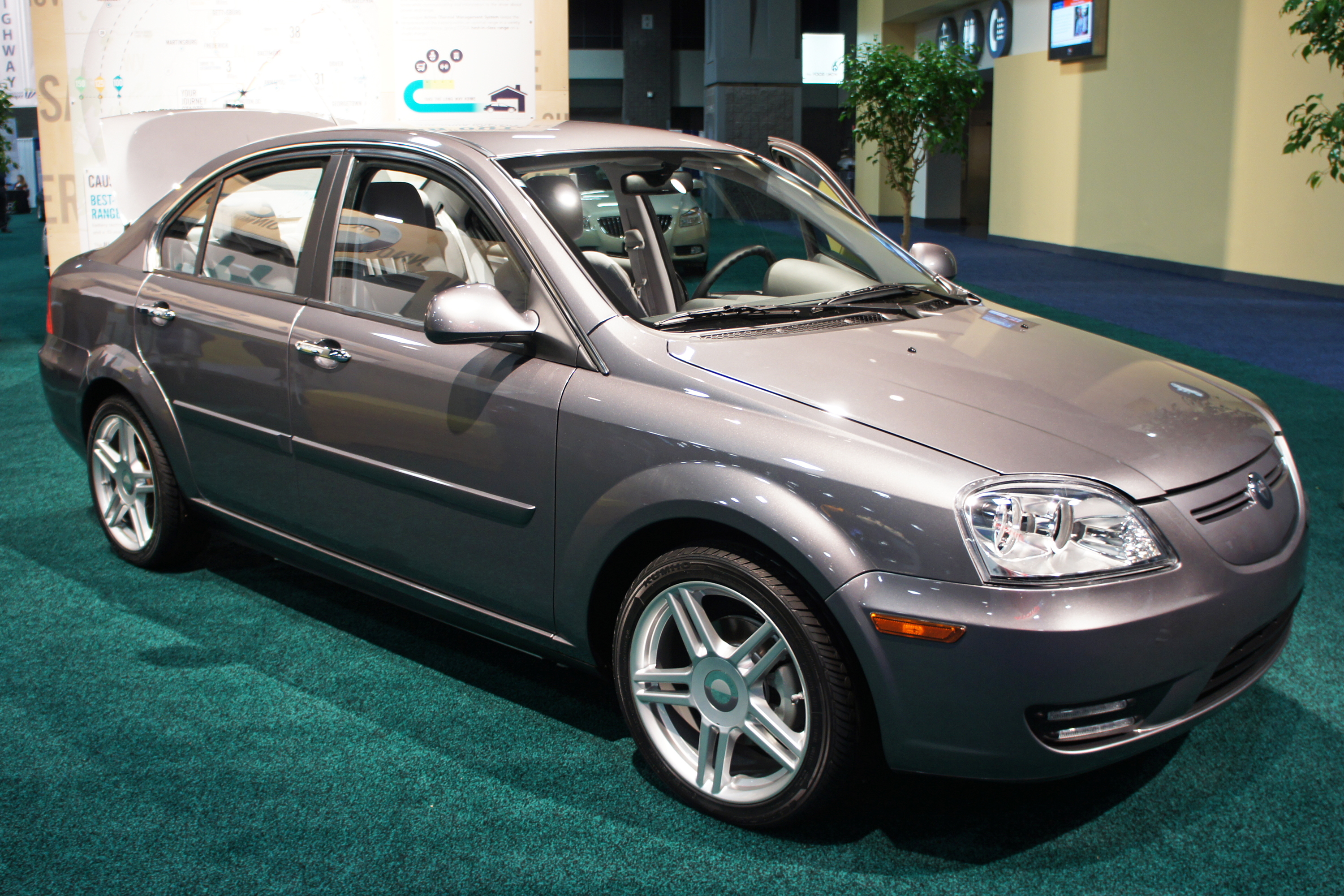
Coda Sedan

El Coda Sedan es coche eléctrico de cuatro puertas y cinco pasajeros fabricado por Coda Automotive. Las entregas a clientes minoristas en los Estados Unidos se inició en marzo de 2012. De acuerdo con la Agencia de Protección Ambiental de los Estados Unidos ( EPA), la batería de 36 kWh de iones de litio fosfato de hierro (LiFePO4) proporciona una autonomía de 257 km, el mayor de entre los de su clase.
Su precio base es de US$39.900 y es elegible para un crédito tributario federal de $7.500.